# Necronomicon (Thrash-Metal-Band)
Necronomicon ist eine deutsche Punk-/Thrash-Metal-Band aus Südbaden.

## Geschichte
Necronomicon wurde 1983 von Bandkopf Volker „Freddy“ Fredrich (Gesang und Gitarre), Axel Strickstrock (Schlagzeug) und Lars „Lala“ Honeck (Bass) in Weil am Rhein gegründet. Freddy besuchte zusammen mit Marcel „Schmier“ Schirmer von Destruction dieselbe Schule. Die Band kam ursprünglich vom Punk. Fredrich hatte 1981 die Punk-Band Total Rejection gegründet, und Necronomicons Frühphase war von Discharge, The Exploited und GBH beeinflusst. Durch den Einfluss von Motörhead, Metallica und Slayer wurde die Band bald metal-lastiger.
1985 unterzeichnete das Quartett – ein Jahr zuvor wurde der Gitarrist Jürgen „Jogi“ Weltin engagiert – bei dem Plattenlabel GAMA-Records den ersten Plattenvertrag und veröffentlichte das Debütalbum Necronomicon; auf dem Cover ist die Band noch im Punk-Outfit zu sehen. Mit dem Album, einer Mischung aus hartem Thrash mit deutlichen Punk-Einflüssen, erlangte die Band in der Untergrund-Szene erste Bekanntheit. 1987 wurde das zweite Album Apocalyptic Nightmare auf den Markt gebracht. Auf einer Ostblock-Tour, die in Österreich begann und über Ungarn, die damalige Tschechoslowakei bis nach Russland führte, erspielte sich die Band eine große Fangemeinde.
Zu diesem Zeitpunkt, Ende der 1980er Jahre, erreichte der deutsche Thrash Metal seine Hochphase, deutsche Thrash-Metal-Bands wie Kreator, Sodom oder Destruction mit Freddys Jugendfreund Schmier sorgten national und international für Furore. Necronomicon hatte diesbezüglich weniger Erfolg. Nachdem 1988 die dritte LP, Escalation, bei GAMA-Records veröffentlicht wurde, kam es zu finanziellen Ungereimtheiten seitens des Labels. Necronomicon trennte sich daraufhin von dem Management. Als dieses mit einer juristischen Auseinandersetzung drohte, ließ sich die Band darauf ein, die kompletten Rechte an den Liedern nebst Namensnutzung für zehn Jahre aufzugeben. Auch wurde sie gezwungen, keine weiteren Plattenverträge mehr abzuschließen.
1993 gelang es Necronomicon, wieder einen neuen Plattenvertrag zu unterzeichnen, nachdem die von GAMA-Records ausgehandelte Sperrzeit über zehn Jahre erfolgreich angefochten wurde. Ein neuer Vertrag mit dem Label D&S Records wurde abgeschlossen und 1994 unter dem neuen Management das Album Screams abgemischt.  Dieses meldete noch im selben Jahr überraschend Insolvenz an und brach sämtlichen Kontakt mit der Band ab. Zudem hatte ein Brand den Proberaum im Kirchheimer Spygel Studio und einen großen Teil des Equipments zerstört. Die Band stand nun kurz vor der Auflösung, zumal Thrash Metal zu dieser Zeit nicht mehr populär war und vom Nu Metal abgelöst wurde.

## Comeback 2004
Anfang 2000 brach ein Thrash-Revival über die internationale Musikszene ein, Bands wie Destruction oder Exodus gingen wieder auf Tour und produzierten neue Alben. Auch Necronomicon gelang im März 2004 das Comeback, als die Band einen Vertrag mit dem Hamburger Label Remedy Records abschloss und die CD Construction of Evil auf den Markt brachte. Zuvor musste die langjährige Zusammenarbeit mit dem Gitarristen „Jogi“ aufgrund einer Tinnitus-Erkrankung beendet werden.
2007 wurde Necronomicon von dem spanischen Label Xtreem Music unter Vertrag genommen. Dort erschien das Album Revenge of the Beast, das auch als Sonderedition in einer raueren Retro-Mischung des klassischen 1980er-Jahre-Thrash in Neuenburg am Rhein abgemischt wurde.
2009 erfolgte eine Europa-Tour, die durch Griechenland, Spanien und Russland führte. Schlagzeuger und Gründungsmitglied Axel Strickstrock stieg aus und wurde durch Klaus Enderlin ersetzt.

## Stil
Da Necronomicon ursprünglich eine Punk-Band und von Discharge, The Exploited und GBH beeinflusst war, ist die erste Demoaufnahme Total Rejection im entsprechenden Stil gehalten. Durch den Einfluss von Motörhead, Metallica und Slayer entstand eine Synthese aus dem alten Stil und den neuen Metal-Einflüssen. Der Stil der Band Mitte der 1980er-Jahre wurde von dem Online-Magazin Metalize.Me als Mischung aus Hellhammer und Sodom beschrieben.
Mit dem 1987 erschienenen Album Apocalyptic Nightmare ist Freddy selbst unzufrieden; die Lieder seien gut, die Musiker jedoch noch nicht reif genug gewesen, sie angemessen umzusetzen. Construction of Evil (2004) wurde von Martin von Heavy-Metal.de als „recht klassische[r] Heavy Metal der alten Schule“ und „Up-Tempo Power Metal ohne andauerndem [sic!] Doublebase-Gewitter“ [sic!] beschrieben, musikalisch sei sich die Band treu geblieben. Das siebte Album Invictus, das 2012 erschien, verbindet den 1980er-Jahre-Stil mit zeitgenössischen Elementen laut Metalize.Me klingt es „charmant nach Rumpel Metal, es rumpelt aber nicht mehr“, hier werde inzwischen präzise gespielt.
Necronomicons Musik wird oft mit der von Destruction verglichen, was Freddy jedoch als Zufall bezeichnet, außerdem habe Schmier, der in der Schulzeit mit Freddy dieselbe Schule besuchte, damals noch gar keine Lieder für Destruction geschrieben. Auf die Frage, was charakteristisch für den Stil seiner Band sei, antwortete er, dies sei vermutlich, dass er alle Lieder schreibe, was sich wohl in der Musik widerspiegle; Martin von Heavy-Metal.de sieht Freddys etwas rauen Gesang als spezifisches Merkmal der Band an, das sie „aus der Masse der Power und Heavy Metal Bands [sic.] in Deutschland heraushebt“. Inzwischen lässt Freddy sich nach eigenen Angaben nicht mehr von Bands inspirieren, sondern von Filmen und der dazugehörigen Musik.

## Diskografie
- 1985: Total Rejection (Demo)
- 1985: Necronomicon
- 1986: Break Out – German Metal Tracks No. 2
- 1987: Apocalyptic Nightmare (Gama-Records)
- 1988: Escalation (Gama-Records)
- 1994: Screams (D & S Records)
- 2004: Construction of Evil (Remedy-Records)
- 2008: Revenge of the Beast (Xtreem Music)
- 2012: Invictus (Massacre Records)
- 2015: Pathfinder... Between Heaven and Hell (Trollzorn Records)
- 2018: Unleashed Bastards (El Puerto Records)